# Гляди веселей
«Гляди веселей» — трёхсерийный телевизионный художественный фильм режиссёра Марата Арипова, снятый по мотивам романа Леонида Соловьёва «Очарованный принц» — второй части дилогии «Повесть о Ходже Насреддине». Премьера состоялась 4 мая 1984 года.

## Сюжет
Ходжа Насреддин направляется в город Гульканд, чтобы наказать тамошнего менялу Рахимбая, но по дороге он встречается со знаменитым багдадским вором, который уговаривает его наказать ещё одного негодяя — владельца горного озера Агабека.

## В ролях
- Марат Арипов — Ходжа Насреддин — озвучивает Алексей Золотницкий, поёт Олег Анофриев
- Сайдо Курбанов — вор — поёт Олег Анофриев
- Мухтарбек Аков — Камильбек — озвучивает и поёт Артём Карапетян
- Хабибулло Абдуразаков — Агабек — озвучивает и поёт Владимир Ферапонтов
- Анатолий Латфи — Рахимбай

### В эпизодах
- Мехрангиз Гасанова — Арзи-биби
- Люция Рыскулова — танцовщица
- Селби Курбанова — Зульфия
- Таджиниссо Саидова — Саодат, вдова
- Шамси Хайдаров — Саид
- Георгий Строков — старший гадальщик
- Фархад Хайдаров — стражник, он же шпион, изображающий женщину
- Самариддин Сагдиев — шпион, изображающий мальчика
- Уткур Ходжаев — гадальщик в жилете
- Саидмурад Марданов — хранитель печати
- Учкун Рахманов — шпион, изображающий девочку
- Берды Мингбаев — кузнец
- Марат Хасанов — хозяин танцовщицы
- Курбан Шарипов — Мамат-Али, отец Зульфии
- Тухтамурод Мурадов — «безбородый» гадальщик
- Исфандиер Гулямов — «подслушивающий» гадальщик
- Ато Мухамеджанов — хан (озвучивает Юрий Саранцев)
- Нурулло Абдуллаев — посетитель чайханы
- Раджабали Хуссейнов — чайханщик в селении Чорак, отец Саида
- Н. Яхьяев
- Махмуд Тахири — бывший владелец горного озера
- Исо Абдурашидов — хозяин игорного заведения
- Гурминдж Завкибеков — купец, купивший ночь с танцовщицей
- А. Мухамедов — старик, рассказавший Ходже о местонахождении горного озера (озвучивает Юрий Саранцев)

и др.

## Дополнительные факты
- В романе действие происходит в Коканде, а не в Гульканде.
- Гульканд — засахаренная на солнце дамасская роза. Уникальность приготовления заключается в технологии — длительной медленной карамелизации на солнце и последующем загустевании в темноте.
- В 1959 году на экраны вышел художественный фильм «Насреддин в Ходженте, или Очарованный принц», где Марат Арипов сыграл роль багдадского вора.